# G5RV

G5RVアンテナ

G5RVとは、アマチュア無線で用いられるアンテナの一種である。もっぱら短波帯において用いられる。設計者であるイギリスのアマチュア無線家、ルイス・ヴァーニー(Louis Varney、1911年6月9日 - 2000年6月28日)のコールサインがそのまま名称になっている。
ダイポールアンテナなどのアンテナは、エレメント（導線）の長さが1/4波長の奇数倍の条件を満たした場合に共振が発生し、電磁波と高周波電流の変換効率が最大になる。短波帯におけるアマチュア無線の周波数帯は3.5MHz帯、7MHz帯、14MHz帯、21MHz帯、28MHz帯と倍数関係になっているため、エレメントの長さを上手に選択すると、1本のアンテナで複数の周波数帯に共振させることができる。この考え方により作られたアンテナがG5RVである。
構造は、全長31m（104フィート）のダイポールアンテナの中央に、長さ9.45m（31フィート）のフィーダー線を接続して給電するものである。給電にはマッチングが必要である。この大きさで最低使用周波数は3.5MHz、半分の大きさで最低周波数は7MHzとなる。なお、性能は劣るものの10MHz帯、18MHz帯、24MHz帯でも使用可能である。